# Partilha da Babilônia

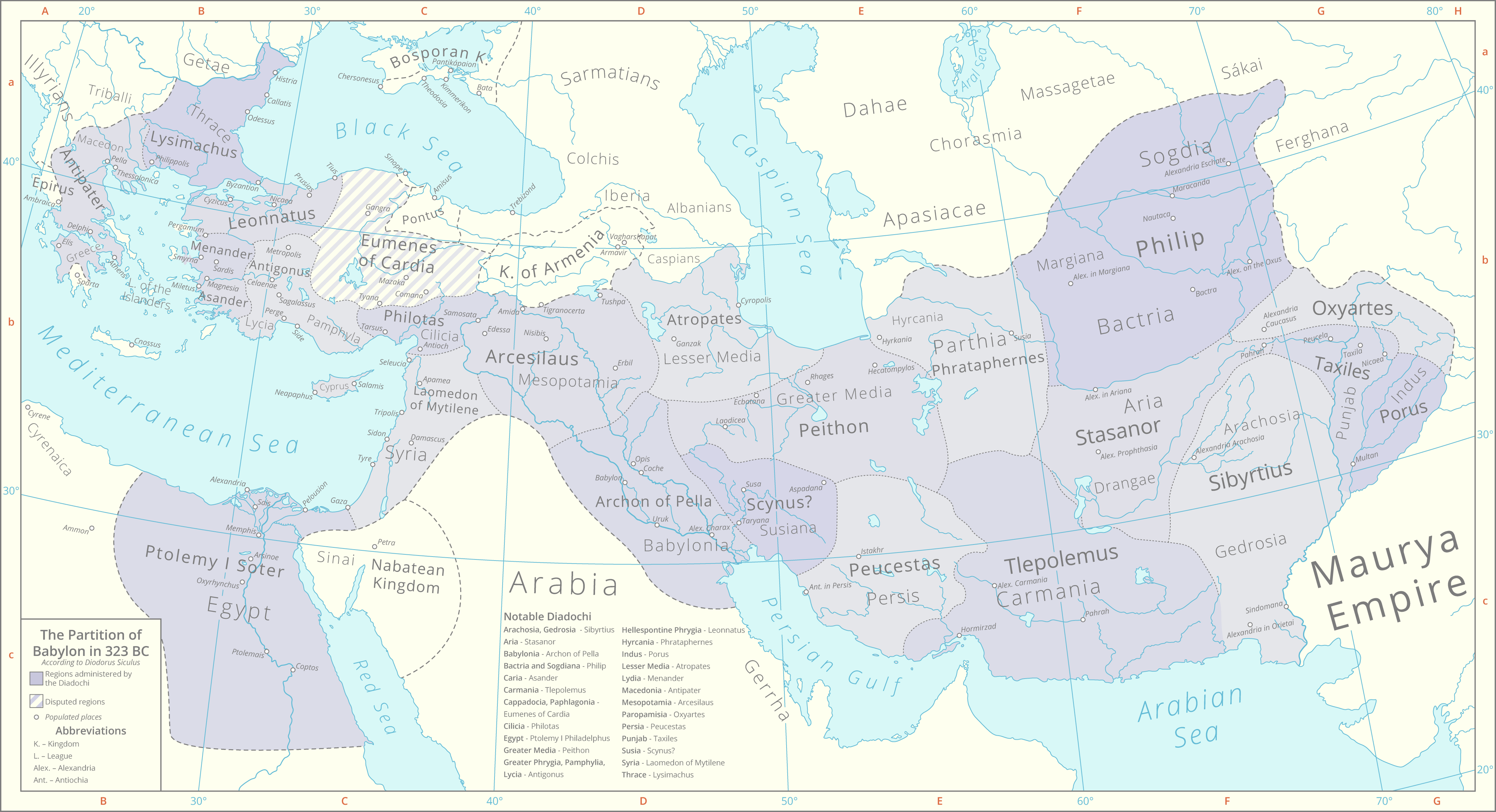
Alocação de satrapias na Partição da Babilônia, seguindo Diodoro Sículo (em inglês)

A Partilha da Babilônia foi a primeira das conferências e acordos que se seguiram para a divisão dos territórios de Alexandre, o Grande. Foi realizada na Babilônia em junho de 323 a.C. A morte de Alexandre aos 32 anos deixou um império que se estendia da Grécia até a Índia. A questão da sucessão resultou das reivindicações de vários apoiadores de Filipe Arrideu (meio-irmão de Alexandre) e do filho ainda não nascido de Alexandre e Roxana, entre outros. O acordo viu Arrideu e o filho de Alexandre designados como reis conjuntos com Pérdicas servindo como regente. Os territórios do império tornaram-se satrapias divididas entre os oficiais superiores do exército macedônio e alguns governadores e governantes locais. A partição foi solidificada nos acordos posteriores em Triparadiso e Persépolis e deu início à série de conflitos que compreendem às Guerras dos Diádocos.
O termo "Partilha da Babilônia" é uma designação moderna.

## Definição da partilha

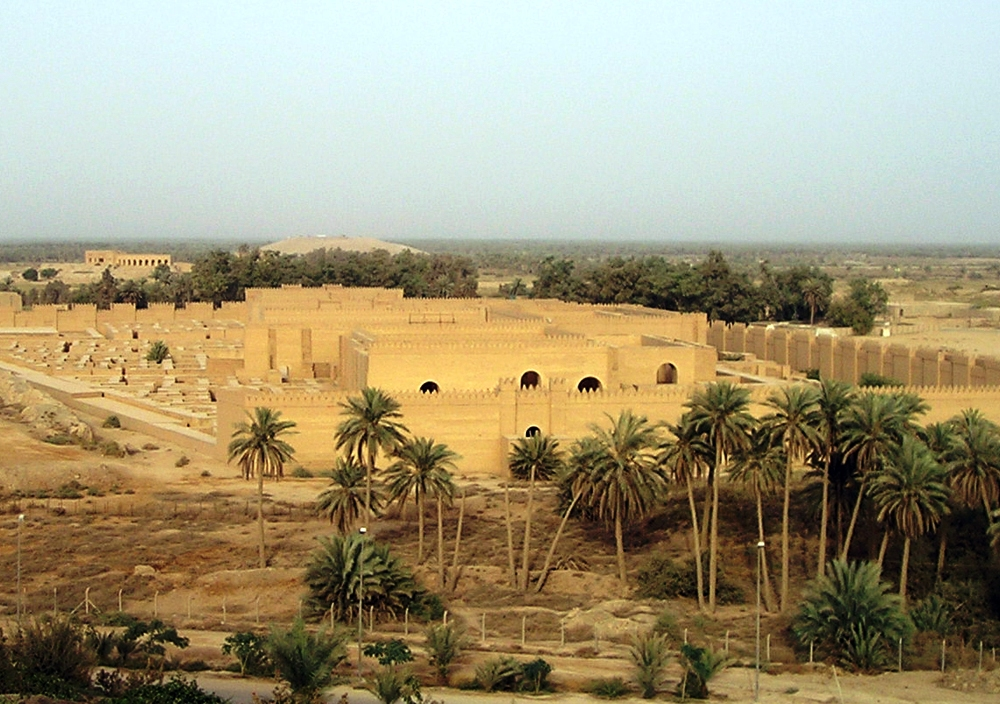
Ruínas da Babilônia, início do século 21

As fronteiras territoriais permaneceriam em questão pelo resto do século, até 300 d.C. As duas principais fontes sobre a "Partilha da Babilônia" usam linguagem equívoca à seu respeito. De acordo com Diodoro Sículo, uma coalizão de facções no exército "estabeleceu" (kathestesan) que Arrideu, filho de Filipe II, deveria ser rei. Pérdicas, "a quem o rei moribundo [Alexandre] dera seu anel de dedo", seria o "zelador" - ou "cuidador" (epimeletes). Os mais dignos dos Heteros deveriam "suceder" (paralabein) às satrapias e obedecer ao rei e a Pérdicas.
Alexandre e Filipe II não tinham sido apenas reis, eles foram "líderes" (hegemones) na Liga de Corinto. Pérdicas não seria apenas o gerente do rei, ele seria o sucessor da hegemonia. "Mantendo um conselho" (sunedreusas) como Hegemon, ele designou as várias satrapias.
Foi seguido um catálogo de atribuições, que parece ser uma lista de sucessões ou promoções. Então Diordoro diz: "as satrapias foram partilhadas (emeristhesan) dessa maneira." A palavra tem raíz em "parte" (meros). Não são os Heteros que estão sendo promovidos a Sátrapas, mas as satrapias que estão sendo divididas e distribuídas aos Heteros, o que é um conceito diferente. Os Sátrapas que possuem suas satrapias não precisam de um rei. Quinto Cúrcio Rufo, que escreveu mais extensivamente sobre essa transição, diz quase a mesma coisa. Organizando um "conselho dos principais homens" (consilium principum virorum); isto é, o sunedrion, Pérdicas divide o Império, entre o posto mais alto (summa) mantido pelo rei e os sátrapes. Ele esclarece, "tendo o império sido dividido em partes" (divisis imperii partibus), ou partilhado entre indivíduos que poderiam defendê-las ou optar por expandi-las. Ele aponta que aqueles que um pouco antes haviam sido ministri sob o rei agora lutavam para expandir seus próprios "reinos" (regna) sob a máscara de lutar pelo império.
Johann Gustav Droysen, inovador dos conceitos históricos de um Período Helenístico dividiu-o em um Período Diádoco e um Período Epígono, e adotou a visão de Cúrcio do resultado do sunedrion na Babilônia como uma partilha. Ele se refere à "Primeira Partilha das Satrapias" (Erste Verteilung der Satrapien). A opinião de Droysen é que Pérdicas distribuiu as satrapias com o objetivo de remover seus oponentes entre os Heteros no local; assim, as mudanças nunca foram promoções legítimas dos Diádocos,  que esperavam avanço dentro do Império. George Grote, um parlamentar britânico que se tornou historiador, não compartilhava dessa visão cética, pelo menos das atribuições na Babilônia. Ele diz: "Todos os oficiais acima mencionados foram considerados como tenentes locais, administrando porções de um império uno e indivisível, sob Arrideu. (...) Ninguém neste momento falou em dividir o império." A visão de Droysen prevaleceu. Contemporaneamente com os dois, outro parlamentar e historiador, Edward Bunbury, estava usando os conceitos de Droysen, não Grote, nas obras de referência padrão presididas por William Smith.
As diferenças de ponto de vista derivam dos próprios historiadores antigos. Eles, por sua vez, categorizavam o conflito conforme o conheciam ou liam sobre ele. Por exemplo, Ptolomeu I Sóter pede e recebe de Pérdicas como Hegemon uma promoção a Sátrapa do Egito. Lá ele dispõe do Nomarca de Alexandria nomeado por Alexandre. Depois disso, ele se referiu a si mesmo pelos próximos quase 20 anos como Sátrapa, embora não houvesse império na época. Finalmente, em 305, quando toda a esperança de império se foi, ele se declara faraó do Egito. Enquanto isso, ele perpetua o legado cultural de Alexandre, principalmente com o musaion e a biblioteca, e o recrutamento de população para Alexandria de muitas nações diferentes. Os historiadores de Ptolomeu dividem sua biografia em Ptolomeu Sátrapa e Ptolomeu Basileu. Anteriormente, era Ptolomeu Hetairos. O termo "Diádocos" foi usado pelos historiadores para significar todos e quaisquer desses status.

## Antecedentes
Alexandre morreu em 11 de junho de 323 a.C., nas primeiras horas da manhã. Ele havia dado seu anel de sinete ao seu segundo em comando, Pérdicas, no dia anterior, de acordo com o relato principal, de Quinto Cúrcio Rufo, em História de Alexandre. Cúrcio afirma que Alexandre previu sua própria morte, bem como o caos resultante dela. As autoridades modernas debatem sobre a veracidade desse relatório, mas se for real, a previsão de Alexandre não exigiria o dom da clarividência e teria afirmado amplamente o óbvio; ele vinha lidando com um motim entre as tropas macedônias desde antes da expedição à Índia. Naquela época, ele formou uma unidade especial de jovens persas, os Epígonos, para serem armados e treinados nos costumes macedônios. Ao retornar da Índia, ele os contratou exclusivamente como guarda-costas. O punhado de generais macedônios oficialmente intitulados guarda-costas que ele usou como oficiais superiores. Ele estava coberto de velhas feridas da cabeça aos pés e estava gravemente doente dias antes de sua morte.

### Conselho na Babilônia
No dia de sua morte, os Somatophylakes anunciaram um conselho, para o qual convidaram os principais Heteros (oficiais da cavalaria) e os oficiais de linha da infantaria, a ser realizado nos aposentos reais. Desobedecendo às ordens e ignorando a lista de convidados, os soldados comuns forçaram a entrada, deslocando muitos oficiais. Cedendo ao inevitável, os Somatophylakes permitiram que ficassem e votassem no conselho. A votação era por voz, exceto por bater no escudo com a lança, que significava "não".
Pérdicas abriu expondo (a maneira não é declarada) a "cadeira" de Alexandre, de onde proferiu decisões oficiais. Nele estavam seu diadema, manto, couraça e anel de sinete, que costumava usar quando falava ex cathedra. Ao vê-los, a multidão lamentou loquazmente. Pérdicas abordou a dor, dizendo que os deuses haviam dado Alexandre a eles por um tempo determinado e, agora que tudo havia acabado, eles o haviam levado de volta. Ele apontou a posição deles como conquistadores entre os conquistados. Era vital para a continuidade deles, disse ele, que eles tivessem uma "cabeça". Se é um ou muitos está em seu "poder". Ele então levantou a questão principal, a questão de "um" ou "muitos". Roxana, a esposa bactriana de Alexandre, estava grávida de seis meses. Ele sugeriu que escolhessem alguém para governar. A palavra foi aberta para discussão.

### Propostas
Nearco, o comandante da frota, propôs que Héracles, o filho ilegítimo de Alexandre com sua amante persa Barsina, fosse feito rei. O voto foi "não". Ptolomeu tomou a palavra para dizer que selecionar qualquer um dos filhos seria uma desgraça (piget), porque suas mães eram "cativas" (captivi), e qual seria o bem da conquista se os conquistados governassem os conquistadores? Aristônio de Pela propôs que o anel fosse devolvido a Pérdicas como escolha de Alexandre. O voto foi "sim". Por alguma razão, Pérdicas ficou algum tempo sem responder. Então ele se moveu para trás dos somatophylakes. Cúrcio é da opinião de ele que desejava ser implorado para assumir o cargo. Seu comportamento foi tomado como uma recusa. Seus inimigos aproveitaram a abertura.
Meleagro viu na confusão uma chance de atacar Pérdicas. Não havia diferença, disse ele, em votar em Pérdicas ou Héracles, já que o primeiro governaria de qualquer maneira como "guardião" (tutela). A implicação é que Pérdicas tinha algum tipo de tutela legal dos filhos de Alexandre que se aplicaria automaticamente mesmo se fossem eleitos reis. Se os soldados realmente eram a autoridade decisiva, disse ele, então por que não deveriam enriquecer saqueando o tesouro? Em meio ao tumulto, ele deu a impressão de liderar um grupo armado para fazer exatamente isso, "a assembleia se voltou para a sedição e a discórdia".
Um soldado comum salvou o dia ao se adiantar para gritar que não havia necessidade de guerra civil quando Arrideu, meio-irmão de Alexandre, era o herdeiro legal. Eles nunca encontrariam outro Alexandre. Por que seu herdeiro deveria ser defraudado em sua herança? A multidão ficou repentinamente silenciosa, seguida por um alto voto de voz positiva. Tarde demais, Peitão começou a falar em oposição - Arrideu era deficiente mental - mas foi silenciado.

### Desenvolvimento de facções
Os soldados, embora tivessem direito a voto, não faziam parte oficialmente do conselho. Peitão propôs que nomeasse Pérdicas e Leonato "Guardiões" de Heracles, enquanto Crátero e Antípatro deveriam "administrar" a Europa. As nomeações foram adotadas sem consultar Arrideu. Meleagro saiu e voltou com Arrideu, gritando por ajuda dos soldados. Duas facções já haviam se desenvolvido, uma para Pérdicas e outra para os Arrideanos, apoiados por Meleagro. No alvoroço; Arrideu escapou com medo. A multidão o chamou de volta, colocando o manto de Alexandre em volta dele. Meleagro colocou sua armadura à vista do público, preparando-se para defender Arrideu. Os soldados ameaçaram danos corporais aos guarda-costas. Eles se alegraram porque o "império" permaneceria na mesma família. De acordo com Peter Green, "a xenofobia desempenhou seu papel aqui: as bases macedônias não gostavam da perspectiva de se curvar a um monarca meio-oriental".
A festa de Meleagro reuniu tantos adeptos que Pérdicas, "aterrorizado", convocou 600 soldados de elite, "a guarda real dos jovens"; isto é, a unidade de Epígonos persas - formada por Alexandre para protegê-lo de seus homens, sob Ptolomeu - e assumiu uma posição defensiva em torno dos aposentos onde o corpo de Alexandre ainda estava. Eles não seriam a favor de uma facção que rejeitasse os filhos de Alexandre porque suas mães eram persas. A ação militar começou. Na situação descontrolada, os oficiais superiores que acompanhavam Meleagro tiraram os capacetes para serem identificados e convocaram Pérdicas para se renderem. Ele não tinha escolha. Ele baixou os braços, seguido pelos Epígonos baixando os deles.
Meleagro ordenou que eles permanecessem no local enquanto ele caçava Pérdicas, mas este escapou para o rio Eufrates, onde foi reforçado pela cavalaria dos Heteros comandada por Leonato. Parece claro que os homens de maior confiança de Alexandre apoiaram Pérdicas. Meleagro enviou uma comissão de assassinos para pedir que Pérdicas voltasse, com ordens secretas para matá-lo se ele hesitasse. Encontrando-o com 16 Epígonos como guarda-costas, Pérdicas os insultou quando se aproximaram. Eles voltaram, sem ter realizado nada. O dia acabou.

### Guerra de nervos
No dia seguinte, vendo quem não estava em seu grupo, os soldados da facção de Meleagro reconsideraram. Um motim se desenvolveu. Os representantes se comprometeram a interrogar Arrideu para saber se ele havia ordenado a prisão de Pérdicas. Ele disse que sim, mas que foi por instigação de Meleagro. Ele recusou ação contra Pérdicas. O conselho que havia sido convocado no dia anterior foi oficialmente encerrado. Eles esperavam que Pérdicas dispensasse seus homens, mas ele não o fez. Em vez disso, ele se moveu contra as linhas de abastecimento, cortando o fornecimento de grãos. Pérdicas não ousou atacar a cidade, pois as chances de vitória eram improváveis. Sob o comando de generais devidamente qualificados, as forças da cidade poderiam ter saído para quebrar o bloqueio e esmagar seus instigadores, mas os defensores não agiram. A fome começou.
Realizando outro conselho, os macedônios da cidade decidiram que o rei deveria enviar emissários a Pérdicas para pedir termos de paz. Em termos de forças, deveria ser o contrário, mas Pérdicas sabia que tinha todos os generais ao seu lado. Além disso, de acordo com Plutarco em "Vida de Eumenes", um dos Heteros, Eumenes, havia ficado para trás e tentava convencer os soldados a chegarem a um acordo. Pérdicas exigiu uma investigação sobre o que ele chamava de "sedição" e que os líderes fossem entregues a ele. Até Arrideu podia ver que ele estava atrás de Meleagro. Com lágrimas escorrendo pelo rosto, Arrideu dirigiu-se à assembléia, afirmando que desistiria do trono em vez de derramar mais sangue. Ele ofereceu a coroa a qualquer um que afirmasse estar qualificado para tomá-la. Essa bondade natural levou a assembléia a reafirmar sua posição. Eumenes conseguiu influenciar as tropas de Meleagro para uma posição menos beligerante, propondo um acordo no qual Arrideu seria feito rei e, se houvessem evidências de que o filho de Roxana fosse o herdeiro legítimo, ele deveria ser feito rei em conjunto com Arrideu. Segundo Cúrcio, a assembléia sacrificou "a velha visão da realeza". Eles enviaram emissários a Pérdicas pedindo a criação de um triunvirato de "chefes": Arrideu, Pérdicas e Meleagro. Pérdicas aceitou, explica Cúrcio, esperando separar Meleagro de Arrideu.
Arrideu foi feito rei e rebatizado de Filipe III, enquanto o filho de Alexandre e Roxana, que de fato seria um herdeiro, se tornaria Alexandre IV.

### Vitória da facção de Pérdicas
Meleagro cavalgou à frente de suas forças para decretar uma trégua. Quando os homens se reuniram, as tropas de Pérdicas começaram a reclamar que deveriam aceitar Meleagro como co-regente. Cúrcio diz que Pérdicas os mandou fazer isso. Meleagro perdeu a paciência. Os dois líderes se reconciliaram. Meleagro reclamou com Pérdicas do que tinha ouvido. Os dois concordaram em expurgar todo o exército de seus elementos divisores.
A cerimônia de reconciliação, baseada na prática macedônia, exigia a reunião de ambos os lados sob as armas em um campo entre as entranhas de um cachorro sacrificado. Os dois lados então avançariam um para o outro e se misturariam. A infantaria de Meleagro em ordem de batalha encarou a cavalaria Hetero reforçada por elefantes. A infantaria se encolheu quando a cavalaria partiu em direção a eles, mas permaneceu firme. O rei, porém, conferenciara com Pérdicas sobre a sedição. À medida que a distância diminuía, ele cavalgava para cima e para baixo na linha, destacando os líderes que haviam ficado com Meleagro contra Pérdicas. Ele não foi informado da intenção de Pérdicas. Quando os dois lados se fecharam, os homens de Pérdicas, talvez os Epígonos, prenderam 300 líderes conhecidos da sedição, arrastando-os para execução imediata, segundo um relato, sendo pisoteados por elefantes de guerra incitados para esse fim. Inicialmente Meleagro foi poupado e nomeado deputado de Pérdicas (hyparchos), mas depois que a crise passou e a situação voltou a ser controlada, Meleagro, que os viu vindo atrás dele, refugiou-se em um templo, onde foi assassinado. O exército, entretanto, se misturou e o cisma foi curado.

### Outro concílio na Babilônia
Pérdicas, como epimelētēs (guardião ou regente) e com a autoridade conferida pelo anel de sinete de Alexandre, convocou um novo conselho, na linguagem dos antigos legisladores, "ao qual agradou dividir o império". A maioria dos grandes marechais estava presente, mas três não. Antípatro, que estava no comando da Macedônia, estava em Pela. Alexandre convocou Antípatro para a Babilônia alguns meses antes de sua morte, mas Antípatro, suspeitando que seria morto se fosse, enviou seu filho Cassandro em seu lugar. Cratero, que Alexandre havia nomeado para substituir Antípatro, estava a caminho da Europa com Poliperconte e dez mil veteranos. Eles haviam chegado à Cilícia, quando souberam da morte de Alexandre, e decidiram ficar lá até receberem novas notícias. Antígono Monoftalmo, que era comandante da Frígia central e responsável por manter aberta a rota para a Europa, ficou onde estava, na fortaleza de Celenas.
No entanto, a partição ocorreu imediatamente, as divisões aparentemente sendo negociadas ad hoc, pois Ptolomeu pôde pedir e recebeu a satrapia do Egito. "Ptolomeu foi um dos poucos a perceber que limitar suas ambições o levaria mais longe a longo prazo." A Europa ainda não havia sido dividida em satrapias. Não houve necessidade de substituir nenhum sátrapa oriental. Pérdicas acreditava que ele estava realizando os planos de Alexandre, estendendo o Império Persa modificado para a Grécia, Ásia Ocidental e África. Ele insistiu na autoridade suprema em nome do rei. Em breve essa ideia seria atacada, terminando na segunda das três partições, que era manifestamente evidente para todos. Após a partição, o conselho voltou-se para o funeral de Alexandre, que permaneceu insepulto por sete dias. A data da partição foi, portanto, 18 de junho de 323 a.C., ou próximo disso.

## Tabela de resumo, Babilônia e Triparadiso
|                        | Partilha da Babilônia | Partilha da Babilônia | Partilha da Babilônia | Partilha de Triparadiso | Partilha de Triparadiso |
| Função ou Região       | Diodoro Sículo | Justino | Arriano + / Déxipo* | Diodoro Sículo | Arriano |
| ---------------------- | --- | --- | --- | --- | --- |
| Rei da Macedônia       | Filipe III | Filipe III | Filipe III+ | Filipe III e Alexandre IV | Filipe III e Alexandre IV |
| Regente                | Pérdicas | Pérdicas | Pérdicas + | Antípatro | Antípatro |
| Comandante dos Heteros | Seleuco | Seleuco | n/a | Cassandro | Cassandro |
| Comandante das guardas | n/a | Cassandro | n/a | n/a | n/a |
| Macedônia              | Antípatro | Antípatro | Antípatro+* e Crátero+ | Antípatro | Antípatro |
| Ilíria                 | Antípatro | Filo | Antípatro+* e Crátero+ | Antípatro | Antípatro |
| Epiro                  | Antípatro | n/a | Antípatro+* e Crátero+ | Antípatro | Antípatro |
| Grécia                 | Antípatro | Antípatro+* e Crátero+ | Antípatro | Antípatro | Antípatro |
| Trácia                 | Lisímaco | Lisímaco | Lisímaco+* | Lisímaco | Lisímaco |
| Frígia Helespôntica    | Leonato | Leonato+* | Leonato | Arrideu | Arrideu |
| Frígia                 | Antígono | Antígono | Antígono+* | Antígono | Antígono |
| Panfília               | Antígono | Nearco | Antígono+* | Antígono | Antígono |
| Lícia                  | Antígono | Nearco | Antígono+* | Antígono | Antígono |
| Cária                  | Asandro | Cassandro | Cassandro+ | Asandro | Asandro |
| Lídia                  | Menandro | Menandro | Menandro+* | Clito, o Branco | Clito, o Branco |
| Capadócia              | Eumenes | Eumenes | Eumenes+* | Nicanor | Nicanor |
| Paflagónia             | Eumenes | Eumenes | Eumenes+* | Nicanor? | Nicanor? |
| Cilícia                | Filotas | Filotas | Filotas+* | Filoxeno | Filoxeno |
| Egito                  | Ptolomeu | Ptolomeu | Ptolomeu+* | Ptolomeu | Ptolomeu |
| Síria                  | Laomedonte | Laomedonte | Laomedonte+* | Laomedonte | Laomedonte |
| Mesopotâmia            | Arcesilau | Arcesilau | Arcesilau* | Anfímaco | Anfímaco |
| Babilônia              | Arcão | Peucestas | Seleuco* | Seleuco | Seleuco |
| Pelásgia               | n/a | Arcão | n/a | n/a | n/a |
| Alto Medo              | Peitão | Atropates | Peitão* | Peitão | Peitão |
| Baixo Medo             | Atropates | Atropates | n/a | n/a | n/a |
| Susã                   | n/a | Escino | n/a | Antigenes | Antigenes |
| Pérsia                 | Peucestas | Tleptolemo | Peucestas* | Peucestas | Peucestas |
| Carmânia               | Tleptolemo | n/a | Neoptolomeu* | Tleptolemo | Tleptolemo |
| Armênia                | n/a | Fratafernes | n/a | n/a | n/a |
| Hircânia               | Fratafernes | Filipe | Fratafernes | Filipe? | Filipe? |
| Pártia                 | Fratafernes | Nicanor | n/a | Filipe | Filipe |
| Sogdiana               | Filipe | Esciteu | Filipe* | Estasanor | Estasanor |
| Báctria                | Filipe | Amintas | n/a 1 | Estasanor | Estasanor |
| Drangiana              | Estasanor | Estasanor | Estasanor* | Estasandro | Estasandro |
| Ária                   | Estasanor | Estasanor | Estasanor* | Estasandro | Estasandro |
| Aracósia               | Sibircio | Sibircio | Sibircio* | n/a | Sibircio |
| Gedrósia               | Sibircio | Sibircio | Sibircio* | n/a | Sibircio? 2 |
| Paropâmiso             | Oxiartes | Oxiartes? 3 | Oxiartes* | Oxiartes | Oxiartes |
| Panjabe                | Tassilo | Tassilo | Tassilo* | Tassilo | Tassilo |
| Indo                   | Poro | Peitão, filho de Agenor | Poro* | Poro | Poro |
| Gandara                | Peitão, filho de Agenor | Peitão, filho de Agenor | Peitão, filho de Agenor | Peitão, filho de Agenor | Peitão, filho de Agenor |
| Notas da tabela        | 1 = Há uma sugestão em Déxipo e Arriano que Oxiartes foi deixado como sátrapa da Bactria 2 = Não declarado explicitamente, mas provável 3 = Interpretando Oxiartes como os "Extarches" de Justiniano | 1 = Há uma sugestão em Déxipo e Arriano que Oxiartes foi deixado como sátrapa da Bactria 2 = Não declarado explicitamente, mas provável 3 = Interpretando Oxiartes como os "Extarches" de Justiniano | 1 = Há uma sugestão em Déxipo e Arriano que Oxiartes foi deixado como sátrapa da Bactria 2 = Não declarado explicitamente, mas provável 3 = Interpretando Oxiartes como os "Extarches" de Justiniano | 1 = Há uma sugestão em Déxipo e Arriano que Oxiartes foi deixado como sátrapa da Bactria 2 = Não declarado explicitamente, mas provável 3 = Interpretando Oxiartes como os "Extarches" de Justiniano | 1 = Há uma sugestão em Déxipo e Arriano que Oxiartes foi deixado como sátrapa da Bactria 2 = Não declarado explicitamente, mas provável 3 = Interpretando Oxiartes como os "Extarches" de Justiniano |